# مينا (مغنية)
مينا آنّا ماريا ماتسيني ( Mina Anna Maria Mazzini) (بوستو أرسيتسيو، 25 مارس 1940) مغنية إيطالية.
فنانة ذات شهرة دولية ومن بين الأصوت الأكثر تقديراً في موسيقى البوب العالمية، تمثل نقطة مرجعية لجميع المغنيات. يمتد تاريخها الفني الطويل والناجح منذ نهاية الخمسينات وحتى اليوم ولا تزال تتطور، صوتها ذو طابع واضح يتميز بالقوة والتمدد.
وصلت خلال سنوات الستينات والسبعينات إلى شهرة شعبية لا مثيل لها على مستوى البلاد، ولم يصل إلى مستواها أحد. لم تظهر للعامة منذ عام 1978، مواصلة إنتاج الاسطوانات، الأقراص المضغوطة، تقديم البرامج الإذاعية وكتابة الافتتاحيات وغيرها من الفقرات لبعض المجلات والصحف.
في عام 2001 كـًرّمت بإعطائها وسام استحقاق الجمهورية من قبل الرئيس كارلو أتزيليو تشامبي.
خلال حياتها المهنية أصدرت أكثر من 1000 أغنية .

## روابط خارجية
- مينا على موقع IMDb (الإنجليزية)
- مينا على موقع روتن توميتوز (الإنجليزية)
- مينا على موقع ميوزك برينز (الإنجليزية)
- مينا على موقع ميوزك برينز (الإنجليزية)
- مينا على موقع ميوزك برينز (الإنجليزية)
- مينا على موقع ميوزك برينز (الإنجليزية)
- مينا على موقع أول ميوزيك (الإنجليزية)
- مينا على موقع ديسكوغز (الإنجليزية)
- مينا على موقع ديسكوغز (الإنجليزية)
- مينا على موقع ديسكوغز (الإنجليزية)
- مينا على موقع ديسكوغز (الإنجليزية)